# Ernest Dieu
Ernest Dieu est un homme politique français né le 14 janvier 1842 à Villers-Bretonneux (Somme), et mort vers la fin du mois d'avril 1906.
Manufacturier, conseiller général du canton de Corbie, il est député de la Somme de 1881 à 1885, siégeant dans la majorité opportuniste.
En 1890 il était maire-officier de l'État civil de la Commune de Villers-Bretonneux.

## Sources
- « Ernest Dieu », dans Adolphe Robert et Gaston Cougny, Dictionnaire des parlementaires français, Edgar Bourloton, 1889-1891 [détail de l’édition]